# Arabien-Weißzahnspitzmaus

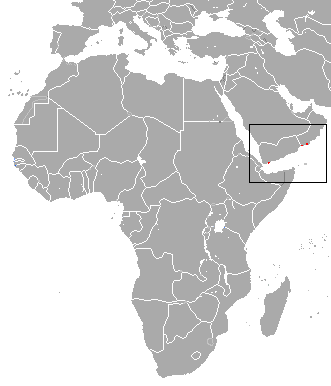
Verschiedene Fundorte der Arabien-Weißzahnspitzmaus (Text beachten)

Die Arabien-Weißzahnspitzmaus (Crocidura arabica) ist ein auf der südlichen Arabischen Halbinsel verbreitetes Säugetier in der Gattung der Weißzahnspitzmäuse. Einige anfänglich dieser Art zugeordnete Museumsexemplare wurden später als Hausspitzmaus (Crocidura russula) oder Gartenspitzmaus (Crocidura suaveolens) identifiziert. Die Art ähnelt verschiedenen afrikanischen Gattungsvertretern und hat vermutlich seine Vorfahren auf diesem Kontinent. Die nächsten Verwandten sind wahrscheinlich die ägyptische Art Crocidura floweri und die zentralafrikanische Art Crocidura crossei.

## Merkmale
Mit einer Kopf-Rumpf-Länge von 51 bis 54 mm, einer Schwanzlänge von 36 bis 41 mm und einem Gewicht von 5 bis 9 g ist die Art eine kleine Spitzmaus. Die Ohren sind durchschnittlich 7,5 mm lang und die Hinterfüße sind mit etwa 10 mm Länge auffällig kurz. Das weiche Fell besteht aus etwa 3 mm langen Haaren und die Oberseite ist braun mit grauer Tönung. Bei genauer Betrachtung kann eine Grenze zur helleren Unterseite erkannt werden. Der graubraune Schwanz ist im Verhältnis zum Körper länger als bei der Gartenspitzmaus. Die Eckzähne im Oberkiefer und die anschließenden Zähne besitzen eine Spitze. Dabei ist der Erste vom Zentrum der Zahnreihe doppelt so hoch, wie der Zweite und der Dritte ist nur ein winziger Kegel.

## Verbreitung und Lebensweise
Diese Spitzmaus ist durch verschiedene Funde aus Jemen und Oman in Küstennähe bekannt. Dazu zählen auch Sichtungen in der Exklave Musandam. Soweit bekannt lebt die Spitzmaus in Regionen mit hohem und niedrigem Gras mit verstreuten Bäumen. Die Anzahl endemischer Pflanzen im Verbreitungsgebiet ist hoch. Die vermutete Nahrung aus Pflanzensamen und Insekten bedarf einer Bestätigung. Einige Kadaver wurden in Gewöllen von Eulen gefunden, was auf eine nachtaktive Lebensweise schließen lässt. Zur Fortpflanzung gibt es keine Angaben.

## Gefährdung
Es wird ein großes Verbreitungsgebiet ohne Gefahren angenommen. Die IUCN listet die Arabien-Weißzahnspitzmaus als nicht gefährdet (least concern).